# Municipio de San Bartolo Coyotepec
El municipio de San Bartolo Coyotepec es uno de los 570 municipios que integran el estado mexicano de Oaxaca. Está ubicado en distrito Centro, de la región de los Valles Centrales.

## Geografía
El municipio de San Bartolo Coyotepec se encuentra dividido en dos secciones, la sección norte limita al norte con el municipio de Santa María Coyotepec, al noreste con el municipio de San Agustín de las Juntas, al este con el municipio de San Sebastián Teitipac y al sureste con el municipio de Santo Tomás Jalieza. Al sur y al oeste limita con el municipio de Villa de Zaachila.
La sección sur limita al norte y al oeste con Villa de Zaachila, al sureste con el municipio de San Martín Tilcajete y al sur con el municipio de Santa Catarina Quiané y el municipio de Ciénega de Zimatlán.

### Orografía e hidrografía
Por el municipio pasan los ríos Atoyac y El Valiente. Su clima es templado. Las elevaciones de la región montañosa más importantes son: Piedra Redonda, Chivaguia Grande, Chivaguia Chica, Guinise Grande, Loma del Cuche, Las Peñas y Guibetes.
Los servicios educativos son dos centros preescolares, dos escuelas primarias, dos secundarias y una preparatoria. Cuenta con servicios de salud: el Centro de Salud, el Hospital del Niño y el Hospital de Especialidades.
Para la práctica de los deportes tiene una unidad deportiva, dos canchas de béisbol y dos canchas de fútbol.

## Demografía
Según el Censo de Población y Vivienda de 2010 realizado por el Instituto Nacional de Estadística y Geografía, la población del municipio de San Bartolo Coyotepec es de 8684 habitantes, de los cuales 4141 son hombres y 4543 son mujeres.

### Localidades
El municipio tiene un total de 9 localidades. Las principales localidades y su población son las siguientes:
| Localidad             | Población |
| Total Municipio       | 8684      |
| San Bartolo Coyotepec | 3981      |
| Reyes Mantecón        | 3962      |
| Cuarta Sección        | 525       |

## Política

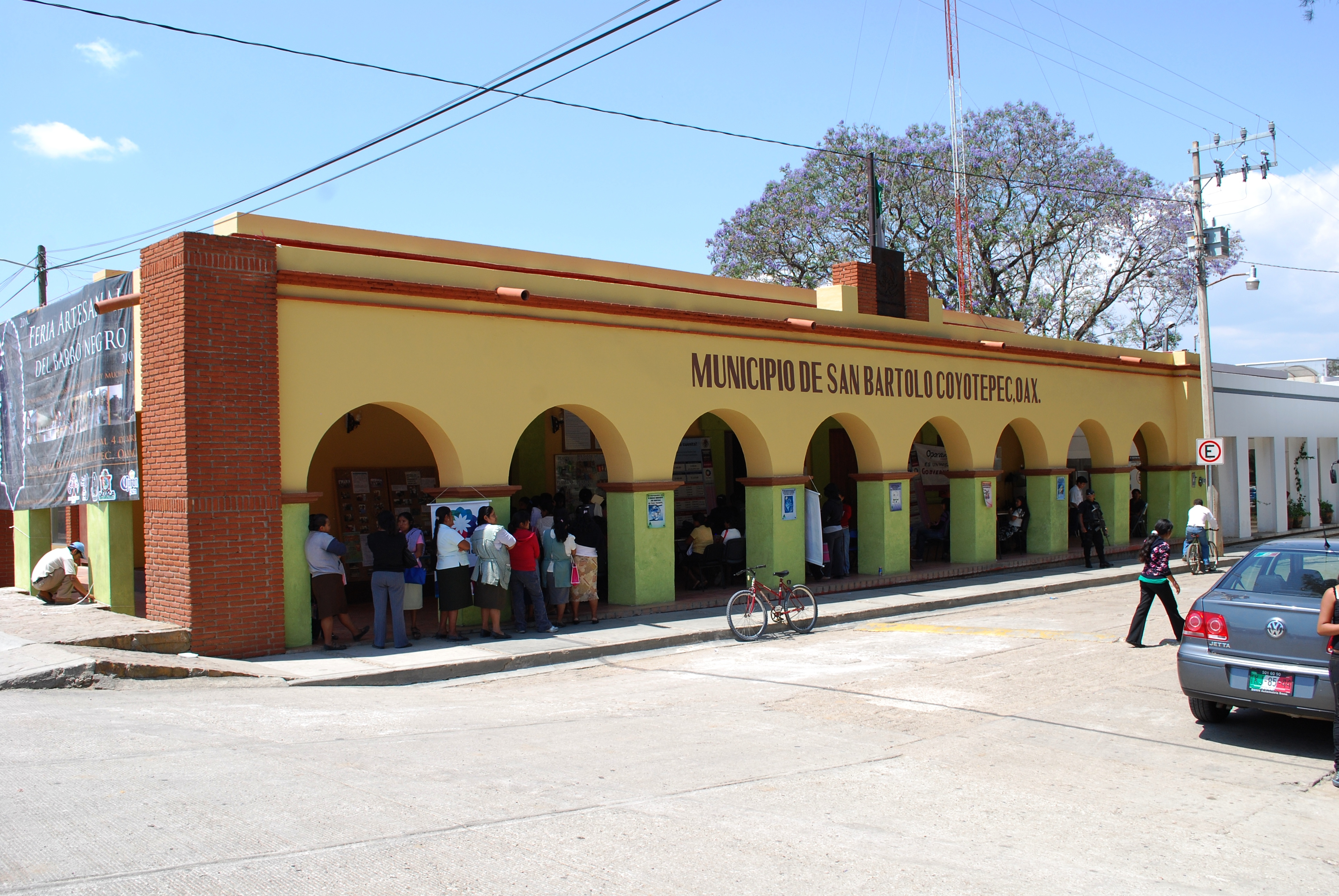
Sede del ayuntamiento.

El municipio de San Bartolo Coyotepec es uno de los 424 municipios oaxaqueños en regir su gobierno por el sistema denominado de “usos y costumbres”, mediante el cual la elección y el funcionamiento de las autoridades municipales no se apega a los sistemas políticos vigentes en el resto del estado y el país, sino a las tradiciones ancestrales de los habitantes de la región, apegándose a su cultura. La máxima autoridad del municipio es la Asamblea General Comunitaria está conformada únicamente por habitantes del municipio, sin participación de personas ajenas o partidos políticos; dicha asamblea se reúne una vez cada tres años en el mes de octubre y procede a elegir a los miembros del ayuntamiento, que entre otros son: el presidente municipal, el síndico y el cabildo conformado por ocho regidores. Las autoridades electas en dicha asamblea entran a ejercer su cargo el 1 de enero siguiente y duran en el mismo tres años.

### Representación legislativa
Para la elección de diputados locales al Congreso de Oaxaca y de diputados federales a la Cámara de Diputados federal, San Bartolo Coyotepec se encuentra integrado en los siguientes distritos electorales:
Local:
- XXII Distrito Electoral Local de Oaxaca con cabecera en la ciudad de Oaxaca de Juárez.[7]

Federal:
- Distrito electoral federal 3 de Oaxaca con cabecera en la ciudad de Oaxaca de Juárez.[8]

### Presidentes municipales
- (2002 - 2004): Jorge Nieto Castillo
- (2005 - 2007): Margarito Pedro Castillo
- (2008 - 2010): Agustín Antonio Manzano
- (2011 - 2013): Horacio Sosa Villavicencio
- (2014 - 2016): Rutilo Pedro Águilar
- (2017 - 2019): Ramiro Simon Castillo
- (2020 - 2022): Pablo Cruz Pacheco
- (2023 - 2025): Silviano Calderón Galán

## Alfarería
El barro negro de Coyotepec viene de inmediato a la mente al mencionar la alfarería de Oaxaca. Es uno de los pueblos alfareros más famosos de México. También es el más grande de Oaxaca, con unos 700 hogares (2011) produciendo activamente. Coyotepec es un excelente ejemplo de éxito gracias a sus innovaciones. 
Cerca del noventa y cinco por ciento de la población, más de cuatro mil hombres y mujeres participan de la producción (2011).  